# Michael Korrel
Michael Korrel (Vianen, 27 februari 1994) is een Nederlandse judoka. In 2022 werd Korrel Europees kampioen in de gewichtsklasse tot 100 kg. In 2020 en 2024 kwam hij voor Nederland uit bij de Olympische Spelen. Hij behaalde daar geen medaille.
Korrel werd bij de Olympische Spelen in 2020 in de eerste ronde uitgeschakeld. Bij de spelen in 2024 kwam hij tot de kwartfinale. Die wedstrijd verloor hij. Na de herkansing bereikte hij uiteindelijk de zevende plaats in de einduitslag.
In december 2024 werd Korrel Nederlands Kampioen in de gewichtsklasse tot 100 kilo.
Korrel werd in mei 2025 geschorst door de Nederlandse Dopingautoriteit, omdat hij zijn whereabouts niet goed had doorgegeven. Het gaat er daarbij om dat de sporter, buiten wedstrijdverband, zijn verblijfplaats moet doorgeven in verband met mogelijke dopingcontrole. De schorsing loopt tot 26 februari 2026.

## Persoonlijk
Korrel woont in Assendelft en heeft een zoon (2024). Naast het judoën werkt Korrel als personal trainer.

## Resultaten
IJF Grand Prix 2015 Zagreb  –100 kg
 IJF Grand Slam 2015 Parijs –100 kg
 IJF Grand Prix 2016 Zagreb –100 kg
 IJF Grand Prix 2016 Boedapest –100 kg
 Europese kampioenschappen judo 2016 Kazan –100 kg
 World Masters 2017 Sint Petersburg –100 kg
 IJF Grand Slam 2017 Bakoe –100 kg
 IJF Grand Slam 2017 Tokyo –100 kg
 IJF Grand Prix 2017 Düsseldorf –100 kg
 IJF Grand Prix 2017 Den Haag –100 kg
 IJF Grand Prix 2018 Den Haag –100 kg
 IJF Grand Slam 2018 Parijs –100 kg
 IJF Grand Slam 2019 Bakoe –100 kg
 World Masters 2019 Qingdao –100 kg
 IJF Grand Prix 2019 Tbilisi –100 kg
 Wereldkampioenschappen judo 2019 Tokyo –100 kg
 IJF Grand Slam 2020 Parijs –100 kg
 IJF Grand Slam 2021 Tel Aviv –100 kg
 IJF Grand Slam 2021 Abu Dhabi –100 kg
 IJF Grand Slam 2022 Tel Aviv –100 kg
 Europese kampioenschappen judo 2022 Sofia –100 kg
 IJF Grand Slam 2022 Ulaanbaatar –100 kg
 IJF Grand Prix 2022 Zagreb  –100 kg
 Wereldkampioenschappen judo 2022 Tasjkent –100 kg
 IJF Grand Slam 2023 Parijs –100 kg
 Wereldkampioenschappen judo 2023 Doha – gemengd team
 Europese kampioenschappen judo 2024 Zagreb –100 kg